# Trošt
Trošt  je priimek več znanih Slovencev:
- Bogomir Trošt (*1961), duhovnik, latinist
- Ferdinand Trošt (1932—2018), ekonomist, univ. profesor
- Ivo Trošt (1865—1937), učitelj in pisatelj
- Ivo Trošt, gozdar (direktor Zavoda za gozdove)
- Jana Trošt (r. Fajdiga), flavtistka
- Janko Trošt (1894—1973), učitelj, lutkar, etnograf, topograf, slikar, zborovodja in muzealec
- Jože Trošt (1940—2023), rimskokatoliški duhovnik, skladatelj in zborovodja
- Maja Trošt, nevrologinja
- Marija Uršula Trošt (1913—2001), misijonska sestra
- Matija Trošt (?—1729), rimskokatoliški duhovnik, kronist
- Niko Trošt, gospodarstvenik
- Roman Trošt, atletski trener
- Stojan Trošt (1921—2010), šolnik, geograf
- Špela Trošt (*1964), dramaturginja/gledališčnica, producentka, humanitarka
- Tamara (Pavasović) Trošt, politologinja in (ekonomska) sociologinja, pred. EF UL
- Zoran Trošt, dr. farmacije